# 克里斯茨-費斯切·費倫茨
騎士克里斯茨-費斯切·費倫茨博士（匈牙利語：Dr. vitéz Keresztes-Fischer Ferenc；1881年2月18日—1948年3月3日），匈牙利事務律師、政治家，中尉，歷任內政部長及代理首相，保守派的骨幹成員，積極對抗社會主義及法西斯主義運動，任內大幅改革匈牙利王國的衛生和警察體制，並策畫且指揮了1931年的匈牙利戒嚴及1944年對親德份子的搜捕。

## 早年
克里斯茨-費斯切出身於資產階級家庭，父親也是律師，母親則是貴族。於布達佩斯大學法學院畢業後，於1907年在佩奇開設了律師事務所，然後成為Pécsi Takarékpénztár Rt.的法律顧問。在第一次世界大戰期間，他作為一名中尉（1915–1918）在興登堡命名的帝國和皇家69步兵團中服役，並獲得了多項戰場榮譽。在嚴重受傷後，他被強迫退伍。

## 從政

### 前期
1919年，在匈牙利蘇維埃共和國時期，他一方面反對库恩·贝拉的政策，拒絕效忠本國的新政權，卻也在塞爾維亞佔領的佩奇和巴蘭尼亞組織民族反抗運動，抵抗境外勢力對匈牙利的干涉。這導致他在戰時被塞爾維亞俘獲並判處兩個月的監禁。
前海軍總司令霍爾蒂·米克洛什建立王國後，他出任過巴蘭尼亞、佩奇和紹莫吉县首席行政長官，並逐漸在首相拜特倫·伊斯特萬的保守派圈子中取得重要地位，1929年，他被霍爾蒂冊封為騎士。

### 執政

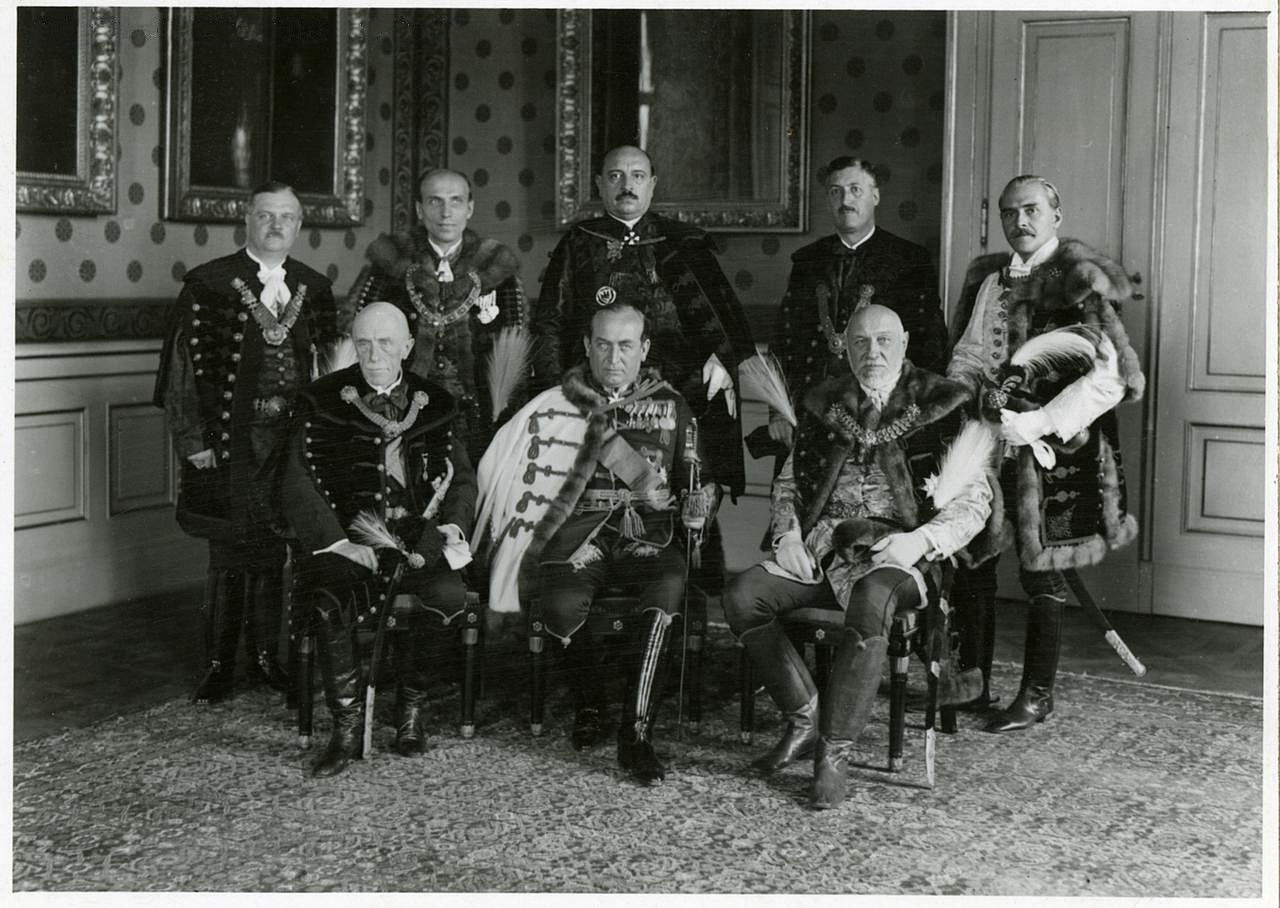
根伯什內閣，克里斯茨-費斯切在其任內留任內政部長

1931年，拜特倫因為經濟大蕭條引咎辭職，但他在保守派與憲政主義者的影響力仍然不減，因此克里斯茨-費斯切在拜特倫的要求及霍爾蒂的支持下作為內政部長進入卡羅伊內閣。在擔任內政部長的四年內，他啟動了一項行政和公共衛生改革方案，這些方案的主要元素在隨後的內政部長任內也得到了延續。其中包括基於經濟危機和動盪限制公民自由，因此他也經常被視作1931年戒嚴策畫者之一。他的工作的最重要部分是行政的合理化。總的來說，他的第一次內政部長任期受到國家經濟不佳和內政動盪的影響，使得他只能在有限的條件下實現他的改革計劃。儘管如此，他還是提出了一個更現代、更高效、更快速的公共衛生、地方政府和國家行政的構想。他的設想當然沒有超越他所處的時代，但他努力適應當時的可能性，其預防性措施使得國家難以發生嚴重動亂。他的一個重要步驟是在1934年7月17日禁止了國家社會黨的所有組織活動。
1932年的3600/1932 M.E.法令取消了人民福祉和勞動部，使得醫療保健於1932年轉為由內政部負責。克里斯茨-費斯切·費倫茨的改革努力也包括公共衛生領域。他啟動了一個公共衛生改革方案，後來由其後繼者（柯茲馬·米克洛什，達拉尼·卡爾曼，澤爾·約瑟夫）所跟隨。在這方面，他的一個重要舉措是在1932年成立了綠十字服務。後來，它成為與兒童相關的社會和醫療保健體系的起點。在這個時期，性病和肺病患者的照護網絡建立起來，篩查系統也得以建立，並建立了一系列醫院。他提出了建立和運作公共衛生示範區的發展途徑和可能性。
最終，他被迫離開內政部長的寶座的原因之一是由於他作為拜特倫的追隨者，於1933年夏天與試圖清算後者的新首相根伯什·久洛的關係發生了衝突開始惡化，這最終導致他退出政府黨，卡拉伊·米克洛什也隨之離職。
克里斯茨-費斯切·費倫茨於1936年1月成為上議院成員。他還擔任了金融機構中心的主席。
1937年，他的倡議下，成立了國家獨立基金和委員會，他擔任了委員會主席。通過法令規定了公務員的黨派中立行為，明確規定參與（社會主義，共產主義，極端民族主義）運動與國家利益存在不相容性，禁止在辦公室內穿著各種運動的制服，暫停所有共濟會的運作。
泰莱基·帕爾去世后，他在親德的外交部長巴爾多希·拉斯洛被欽定為首相前短暫代理。匈牙利政府試圖參與對蘇戰爭時，他持反對態度並警告眾人不應在德國明確強迫前加入戰爭，在霍爾蒂攝政王試圖免職巴爾多希退出軸心國時，他再度出任臨時首相，並直接控制了政治警察，親自指揮了對極左和極右極端分子的搜捕行動。

## 晚年
德國佔領匈牙利后，由於其反納粹的觀點和行為，他被蓋世太保逮捕并被囚禁於毛特豪森集中營，後被美軍救獲並釋放，美國人拒絕了匈牙利政府將他作為"戰犯"引渡的要求，克里斯茨-費斯切·費倫茨得以移民奧地利度過餘生。

## 家庭
費倫茨本姓費斯切，在1929年將外祖母的姓氏納入姓氏。
他的弟弟克里斯茨-費斯切·拉約什是匈牙利參謀總長。